# Lugal-Anne-Mundu
Lugal-Anne-Mundu (sumerico: 𒈗𒀭𒉌𒈬𒌦𒆕, lugal-an-ne₂-mu-un-du₃; fl. XXV secolo a.C.) è stato re della città-stato di Adab, nella terra di Sumer.
Si colloca la sua esistenza fra il 2500 e il 2400 a.C. Secondo le leggende sumere, unificò nel suo potere tutta la Mesopotamia, costituendo un impero che andava dal Golfo Persico sino ai Monti Zagros e che si dissolse con la sua morte.